# Jurgen Cavens
Jurgen Cavens (Broechem, 19 augustus 1978) is een voormalig Belgisch voetballer. Hij speelde  vijf interlands voor de Rode Duivels waarin hij eenmaal scoorde. Hij stopte met voetballen op 1 juli 2014.
In het heden speelt Cavens voetbal bij Gooreind VV.

## Loopbaan
Cavens begon als jeugdvoetballer bij FC Broechem, waar hij op jonge leeftijd werd weggehaald door Lierse SK. Daar debuteerde hij op 17-jarige leeftijd in het eerste elftal, waarmee hij 1997 de landstitel veroverde. Zijn doorbraak kwam in het seizoen 1998/99, toen hij onder meer tweemaal scoorde in de bekerfinale. In 2001 vertrok hij voor drie jaar naar Standard de Liège. Hij werd er achtereenvolgens uitgeleend aan  Olympique Marseille in Frankrijk, FC Twente in Nederland en KAA Gent, tot hij in 2004 vertrok naar Germinal Beerschot. In 2005 won hij met Germinal Beerschot voor de tweede maal de Beker van België. In januari 2008 keerde Cavens terug naar Lierse SK, dat ondertussen in de Tweede klasse was verzeild. Met 40 doelpunten in twee seizoenen en als aanvoerder van de club promoveerde hij in 2010 met Lierse naar de eerste klasse. Daarin kwam hij bij Lierse mondjesmaat aan spelen toe, waarop hij tijdens de transferperiode van januari 2012 naar KVRS Waasland - SK Beveren verhuisde. In het seizoen verhuisde Cavens naar Capellen F.C., maar daar zou hij niet veel aan spelen toe komen. Op 16 januari 2014 trainde Cavens mee met de A-Kern van KFCO Beerschot-Wilrijk, de opvolger van Beerschot A.C.. Cavens ondertekende die avond een contract tot het einde van het seizoen. Cavens kreeg het rugnummer 23, het rugnummer van François Sterchele, waarmee hij samenspeelde bij Germinal Beerschot. Hij stopte met voetballen op 1 juli 2014.

## Palmares
- 1996-1997 : Landskampioen met Lierse SK
- 1997 : Belgische Supercup met Lierse SK
- 1999 : Beker van België met Lierse SK
- 1999 : Belgische Supercup met Lierse SK
- 2005 : Beker van België met Germinal Beerschot
- 2009-2010 : Kampioen Exqi League met Lierse SK
- 2014-2015 : KFCO Beerschot-Wilrijk

## Statistieken
| seizoen                     | club                  | land      | competitie               | wed. | goals |
| --------------------------- | --------------------- | --------- | ------------------------ | ---- | ----- |
| 1995/96                     | K. Lierse SK          | België    | Jupiler League           | 5    | 0     |
| 1996/97                     | K. Lierse SK          | België    | Jupiler League           | 3    | 1     |
| 1997/98                     | K. Lierse SK          | België    | Jupiler League           | 18   | 0     |
| 1998/99                     | K. Lierse SK          | België    | Jupiler League           | 33   | 12    |
| 1999/00                     | K. Lierse SK          | België    | Jupiler League           | 29   | 11    |
| 2000/01                     | K. Lierse SK          | België    | Jupiler League           | 29   | 7     |
| 2001/02                     | Standard Luik         | België    | Jupiler League           | 15   | 3     |
| 2001/02                     | → Olympique Marseille | Frankrijk | Ligue 1                  | 5    | 1     |
| 2002/03                     | Standard Luik         | België    | Jupiler League           | 1    | 0     |
| 2002/03                     | → FC Twente           | Nederland | Eredivisie               | 25   | 6     |
| 2003/04                     | Standard Luik         | België    | Jupiler League           | 7    | 0     |
| 2003/04                     | → KAA Gent            | België    | Jupiler League           | 12   | 1     |
| 2004/05                     | Germinal Beerschot    | België    | Jupiler League           | 22   | 6     |
| 2005/06                     | Germinal Beerschot    | België    | Jupiler League           | 13   | 6     |
| 2006/07                     | Germinal Beerschot    | België    | Jupiler League           | 28   | 5     |
| 2007/08                     | Germinal Beerschot    | België    | Jupiler League           | 8    | 0     |
| 2007/08                     | K. Lierse SK          | België    | Exqi League              | 14   | 1     |
| 2008/09                     | K. Lierse SK          | België    | Exqi League              | 41   | 23    |
| 2009/10                     | K. Lierse SK          | België    | Exqi League              | 32   | 17    |
| 2010/11                     | K. Lierse SK          | België    | Jupiler Pro League       | 22   | 4     |
| 2011/12                     | K. Lierse SK          | België    | Jupiler Pro League       | 2    | 0     |
| 2011/12                     | Waasland-Beveren      | België    | Exqi League              | 18   | 7     |
| 2012/13                     | Waasland-Beveren      | België    | Jupiler Pro League       | 20   | 1     |
| 2013/14                     | FC Capellen           | België    | Derde Klasse             | 14   | 6     |
| 2013/14                     | Beerschot-Wilrijk     | België    | 1e Provinciale Antwerpen | 12   | 9     |
| 2014/15                     | Beerschot-Wilrijk     | België    | Vierde klasse C          | 0    | 0     |
| Totaal                      | Totaal                | Totaal    | Totaal                   | 414  | 129   |
| laatst bijgewerkt juni 2014 |                       |           |                          |      |       |